# Kuorevesi

Wappen der ehemaligen Gemeinde Kuorevesi

Kuorevesi [ˈkuo̯reʋˌʋesi] ist eine ehemalige Gemeinde in Finnland und heute ein Teil der Stadt Jämsä.
Die ehemalige Gemeinde liegt am namensgebenden See Kuorevesi rund 30 Kilometer westlich der Kernstadt von Jämsä. Zur Zeit seiner kommunalen Selbstständigkeit gehörte Kuorevesi zur Landschaft Pirkanmaa, mit der Eingemeindung nach Jämsä kam es zur Landschaft Mittelfinnland. Hauptort der Gemeinde Kuorevesi war der am Nordende des Eväjärvi-Sees gelegene Ort Halli. Insgesamt umfasste das Gemeindegebiet eine Fläche von 334,2 Quadratkilometern. Zuletzt hatte Kuorevesi 3024 Einwohner (1997).
Kuorevesi gehörte ursprünglich zum Kirchspiel Längelmäki, von dem es sich 1873 als eigenständige Gemeinde abspaltete. 2001 wurde Kuorevesi in die Stadt Jämsä eingemeindet.
Die 1779 erbaute Kirche von Kuorevesi liegt auf einer Halbinsel im Kuorevesi-See. Es handelt sich um eine Holzkirche mit rechteckigem Grundriss und Westturm.